# Matlock (Iowa)
Matlock és una població dels Estats Units a l'estat d'Iowa. Segons el cens del 2000 tenia 83 habitants.

## Demografia
Segons el cens del 2000, Matlock tenia 83 habitants, 33 habitatges, i 26 famílies. La densitat de població era de 84,3 habitants/km².
Dels 33 habitatges en un 36,4% hi vivien nens de menys de 18 anys, en un 78,8% hi vivien parelles casades, en un 0% dones solteres, i en un 21,2% no eren unitats familiars. En el 18,2% dels habitatges hi vivien persones soles el 3% de les quals corresponia a persones de 65 anys o més que vivien soles. El nombre mitjà de persones vivint en cada habitatge era de 2,52 i el nombre mitjà de persones que vivien en cada família era de 2,88.
Per edats la població es repartia de la següent manera: un 25,3% tenia menys de 18 anys, un 7,2% entre 18 i 24, un 38,6% entre 25 i 44, un 18,1% de 45 a 60 i un 10,8% 65 anys o més.
L'edat mediana era de 37 anys. Per cada 100 dones de 18 o més anys hi havia 121,4 homes.
La renda mediana per habitatge era de 36.750 $ i la renda mediana per família de 41.875 $. Els homes tenien una renda mediana de 23.750 $ mentre que les dones 16.875 $. La renda per capita de la població era de 17.448 $. Entorn del 4% de les famílies i l'11,1% de la població estaven per davall del llindar de pobresa.

## Poblacions més properes
El següent diagrama mostra les poblacions més properes.